# Esmalt
|  | Per a altres significats, vegeu «Esmalt (desambiguació)». |

L'esmalt és una pasta vítria molta a la mida de polsim que s'aplica sobre un metall i es deixa fondre dins un forn a una temperatura que oscil·la entre els 700 i els 900° C. Durant la cocció, l'arena fina (l'esmalt) es fon i s'adapta a la superfície i forma del metall amb el qual s'uneix íntimament. Quan es refreda, el metall queda cobert per una pasta vitrificada brillant si després es poleix.
L'esmaltat es pot realitzar a partir d'un procediment sec o humit depenent de les tècniques d'aplicació i dels processos que poden ser manuals i rudimentaris fins als més sofisticats gràcies a la tecnologia moderna.
La tècnica de l'esmalt al foc s'ha utilitzat com a subsidiari de la metal·lúrgia, com ara en el cas sumptuari, en joieria i orfebreria, o en el cas de la indústria i en el de la fabricació d'electrodomèstics, senyalitzacions urbanes o revestiments arquitectònics.

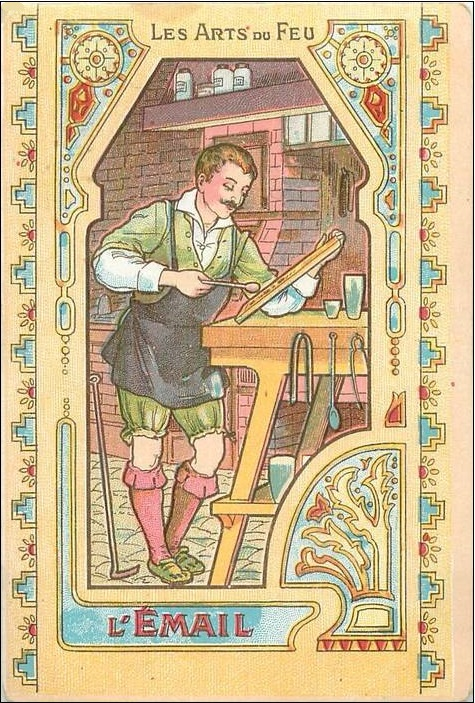
Esmalt al foc sobre metalls

Avui dia, l'esmalt és un dels mitjans d'expressió artística més perfeccionats que existeix. És una matèria dura, que pot ser brillant o mat, no decolora amb l'acció de la llum, és resistent als agents pol·luents, és fàcil de netejar i té una gamma infinita de tons. Pot ser de qualitat opaca o transparent i que permet la visió de la textura del suport conferint-li una riquesa matèrica no superada.

## Composició
L'esmalt és un producte químic de fórmules molt precises i de composició molt semblant al vidre o al cristall. És un material de síntesi compost a partir de diverses matèries primeres: el vitrificant, el fundent, els estabilitzants i els materials secundaris.
La fusió i el posterior refredament de la sílice donen un material d'estructura amorfa, a diferència del quars que presenta una estructura cristal·lina. Aquesta estructura amorfa dispersa la llum gràcies a les successives capes d'àtoms i molècules. L'esmalt en no tenir una estructura concreta es converteix en un material transparent que permet el pas de la llum.

### El vitrificant
El vitrificant és la sílice, que és l'element principal de l'esmalt i que s'obté en forma de diòxid de sílice (SiO₂),que pot ser arena silícia o vitrificada en la seva forma natural de quars o cristall de roca.
La sílice es torna fluid a temperatures molt elevades, entorn els 1700 °C. S'utilitzen d'altres components per rebaixar la seva temperatura de fusió.

### El fundent
El fundent s'afegeix a la mescla per rebaixar la temperatura de fusió del vitrificant, és a dir, la sílice. Si no es posés un fundent, la sílice per si sol, donaria un material fràgil i trencadís, amb el que seria impossible de treballar.
Se sol utilitzar carbonat sòdic (Na₂CO₃), comunament conegut com a sosa, borat de sodi o bòrax (Na₂B₄O₇·10H₂O) o també es pot utilitzar hidròxid de potassi (KOH) també denominada, potassa.

### Els estabilitzants
Els estabilitzants proporcionen duresa i cos a la matèria. També la insolubilitzen, ja que sense aquests components l'esmalt seria soluble en aigua. Se sol fer servir molt el carbonat de calci (CaCO₃).

### Materials secundaris
També s'afegeixen altres components com ara colorants o opacificants. Si es vol donar brillantor i densitat a la matèria i conferir-li la ductilitat necessària per ser apte per poder treballar l'esmalt se li afegirà òxid de plom (PbO) o tetraòxid de plom o mini (Pb₃O₄).
La coloració de l'esmalt durant la seva fabricació és un procés summament complex en el qual intervenen moltes variables físico-químiques. A part dels colorants, també depèn d'altres paràmetres com són: els components del vidre, la temperatura, el tipus de forn... Així com de la composició pròpia del vidre, la proporció del colorant i les possibles mescles de productes colorants. És possible que un mateix compost doni colors diferents depenent de l'interval de temperatura assolit durant la fabricació del vidre.
L'òxid d'estany (SnO) o el triòxid d'antimoni (Sb₂O₃), entre d'altres, s'utilitzen com opacificants de la matèria i el resultat és un esmalt opac o opalescent segons la proporció que s'hagi utilitzat.

## Fabricació
Actualment, l'esmalt s'elabora en fàbriques molt especialitzades i que utilitzen maquinària sofisticada. Utilitzen unes proporcions exactes per a cada component.

### Procés
Es disposen les matèries segons les proporcions desitjades a l'interior d'un gresol.
Per elaborar l'esmalt, primer s'escalfa gradualment el gresol a l'interior d'un forn durant vuit dies fins a arribar a la temperatura de 1400° C, que és l'habitual. Després s'aboquen els components de l'esmalt dins el gresol i en una primera fusió dels components, s'obté un esmalt base, incolor i transparent, denominat fundent o frita, que s'utilitzarà com a matèria primera per aconseguir l'esmalt definitiu mitjançant una segona fusió. Seguidament, s'afegeixen els components colorants, tenint en compte les diferents composicions i mescles per assolir el color desitjat. La mescla s'introdueix dins el forn a 1400° C durant unes catorze hores aproximadament per 200 kg. de material. Transcorregut aquest temps, s'obté una massa fluida i de consistència pastosa. Llavors s'extreu la massa del gresol amb l'ajuda d'uns cullerots grans amb mànec llarg i es bolca sobre unes taules metàl·liques, on es deixa refredar lentament fins que se solidifica. Un cop refredat i solidificat, s'obté un bloc circular i pla anomenat galeta. També és possible fer una colada de massa a l'interior d'un motlle per aconseguir una galeta massissa de forma quadrada o decantar-se directament a l'aigua per aconseguir granalla. Més tard, es fragmenten les galetes i es molturen en uns molins especials dotats de boles de porcellana o últimament de resina sintètica d'extrema duresa, fins a aconseguir grànuls més o menys fins. Durant el procés del molturat s'ha d'evitar les possibles barreges de colors i s'ha d'anar molt amb compte d'aconseguir els grànuls més regulars possibles. A continuació, l'esmalt se sotmet a diferents processos per eliminar la pols a partir d'extractors, així com possibles partícules metàl·liques mitjançant electroimants. Finalment, s'estableix la granulometria, és a dir, se separa el material segons les dimensions o la mida dels grànuls, per mitjà de sedassos amb malles de diferents obertures, en funció de la mida de partícula que es desitgi.

### Presentacions
Un cop elaborat l'esmalt, existeixen diverses formes de presentació a l'hora de comercialitzar-lo. Aquestes són les més habituals:

#### Granalla
Quan s'acaba de fabricar l'esmalt al forn, aquest es pot refredar en forma de galeta o bé mitjançant una colada en aigua. Amb la colada s'aconsegueixen porcions menudes de material, a manera de trossos de diferents mides i de perfil irregular.

#### Gra
És la presentació més habitual i la més difosa dels esmalts. Generalment, l'esmalt es presenta en estat de pols o en gran fins que es comercialitzen en diferents granulometries (dimensions de les partícules) estandarditzades, sent el número 80 mesh una mida de partícula de 0,419 mm, que és el més habitual. L'estandardització es refereix a la malla estandarditzada segons la normativa dels Estats Units utilitzada per garbellar i separar les partícules mitjançant un sedaç. El número de la malla està determinat per la quantitat d'obertures per polsada (25,4 mm) de malla metàl·lica estandarditzada. La mida de cada sedàs el determina el diàmetre del fil utilitzat per confeccionar la malla. El número 80 és el més habitual però també se'n pot trobar del 150 i el 200 per esmalts transparents i fins i tot el 325 que presenta les partícules més petites.

#### Terrossos
Els terrossos d'esmalt trossejat en fragments de mida similar, les quals les dimensions varien depenent del mètode utilitzat per fracturar la galeta d'esmalt a la fàbrica. L'esmalt en terrossos sol ser pràcticament inalterable si és de bona qualitat i en condicions d'absència de pols i humitat no pateix alteracions.

#### Esferes
Les esferes d'esmalt són petites boletes de la mida d'un cap d'agulla. S'empren per aconseguir textures a la superfície o determinats efectes decoratius. Se solen fixar a la capa prèvia d'esmalt amb adhesiu, fonent-se mitjançant la cocció.

#### Filaments
Els filaments són barretes o fils molt fins d'esmalt. Es comercialitzen en una gamma de colors bastant variada i presenten una longitud i un gruix bastant uniforme. Permeten aconseguir efectes decoratius interessants.

#### Altres: La murrina

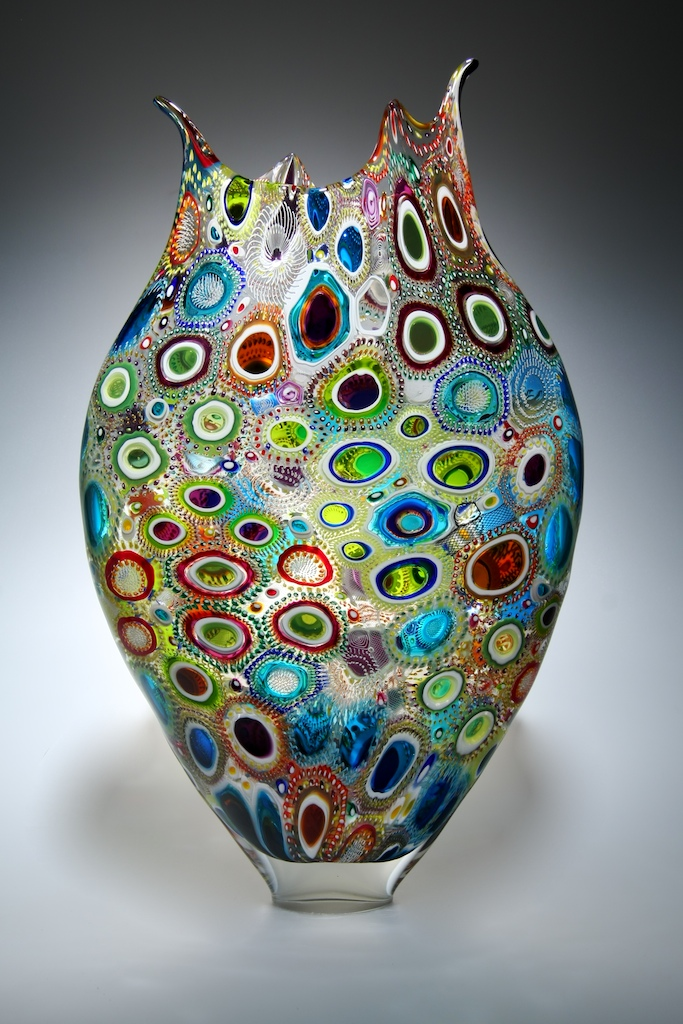
Gerro. Vidre bufat fet amb la tècnica del millefiori

La murrina o millefiori són cilindres de vidre mosaic. Aquests cilindres més o menys gruixuts estan formats a partir d'agrupacions de filaments o peces de diferents colors prèviament fosos constituint formes. Quan el vidre encara està calent es talla a petits fragments que donen lloc a murrines cilíndriques amb formes decoratives policromes que apareixen en secció. En tractar-se d'un tipus de vidre diferent, les murrines necessiten un temps de cocció més elevat que els esmalts i això pot causar inconvenients. Tot i així, permeten crear efectes decoratius curiosos i es poden combinar amb els esmalts pròpiament dits.

## Tipus d'esmalts
Els esmalts es poden classificar segons l'aspecte que agafen després de la cuita, segons el resultat que ofereixen i el seu comportament davant la llum; independentment de la seva composició (si porten o no plom) i del fabricant. També es poden classificar a partir del seu comportament respecte a la temperatura.

### Esmalts transparents
Els esmalts transparents deixen passar totalment la llum i permeten veure la superfície del suport metàl·lic. Són, potser, els esmalts que ofereixen els resultats més atractius respecte a altres tipus d'esmalts. A mesura que augmenta el gruix de l'esmalt, la transparència decreix i el color s'intensifica. La combinació entre el color de l'esmalt i la superfície metàl·lica que reflecteix la llum dona un resultat lluminós molt atractiu. Els suports que permeten millor aquesta lluminositat són l'or i la plata, gràcies a la qualitat reflectora d'aquest. Aquest tipus d'esmalt es pot aplicar directament sobre el metall, però per l'efecte del cromatisme groguenc propi dels reflexos de l'or, els esmalts de tons blaus i grisos, a causa de la mescla subtractiva dels colors, varien a tonalitats verdes o turqueses. Per contrarestar aquest efecte, s'aplica una capa de fundent específic sobre el suport metàl·lic abans de començar a aplicar l'esmalt de color.
Els esmalts que tenen de suport metàl·lic el coure es poden aplicar directament sobre la superfície o aplicar una capa de fundent abans. Els grocs, blaus, o violetes són molt aptes, tot i que depenen de les característiques de cada un i del fabricant.
Aquests esmalts permeten crear efectes molt curiosos sobre superfícies texturades, gravades o tallades. Es poden utilitzar les tècniques més habituals d'aplicació d'esmalts.

#### El fundent
El fundent és un esmalt transparent, que per les seves característiques i usos es considera a part. També es coneix amb el nom de flux en anglès. Tal com s'ha dit, és un esmalt transparent i incolor, que principalment es fa servir com a capa de preparació o recobriment dels metalls abans d'esmaltar. Serveix de protecció al suport evitant l'oxidació del metall i com a capa aïllant d'aquest respecte de l'esmalt. També serveix com a capa de preparació per la fixació dels pallons d'or o plata, fils metàl·lics, etc., i com a capa de recobriment final de pintures vitrificables i calcomanies, així com per igualar la superfície de l'obra. Existeixen fundents específics per cada metall, generalment, or, plata i coure, i per acabats.

### Esmalts opacs
Els esmalts opacs no deixen passar cap mena de llum i amaguen totalment el suport metàl·lic. Presenten colors uniformes i tot i que es poden utilitzar sobre metalls preciosos com l'or i la plata, es fan servir habitualment sobre coure. Es poden aplicar directament sobre el suport o bé es pot posar una capa de fundent abans. Si es posen diverses capes d'esmalts opacs una sobre de l'altre, el color de l'última capa és el que preval sobre els altres.
Tradicionalment, els esmalts opacs s'han aplicat amb la tècnica del champlevé, però també es fa servir el cloisonné i la tècnica de l'esmalt pintat.

### Esmalts opalins
Els opalins o opalescents, són esmalts translúcids de colors iridescents, amb tonalitats lletoses entre el blanc i el blavós, que presenten una brillantor característica, semblant a la cera, amb reflexos irisats. El seu nom ve donat per l'òpal que també presenta aquestes característiques peculiars. El to lletós dels esmalts opalins recorda en part a l'alabastre. L'opalescència es deu al fenomen de la difracció de la llum causada per les partícules que componen l'esmalt. Tot i que tenen un aspecte molt atractiu, aquests esmalts són els més difícils de coure, fins i tot, alguns requereixen dues fases de cocció. Si s'apliquen directament sobre el suport metàl·lic per den gran part de la seva opalescència, per això és més adequat aplicar-los sobre una capa de fundent o sobre esmalts transparents. També es poden aplicar sobre una capa d'esmalts opacs prèviament cuits per aconseguir un efecte similar al marbre. Els esmalts opalins presenten una gamma de colors bastant limitada: blancs, rosats, verds, blaus i grocs.

## Història

### Antiguitat
El treball de metalls a Occident es pot datar del 2000 aC; però els vestigis més antics d'esmalts es poden trobar a la zona del Mediterrani; concretament a l'illa de Xipre. Allà es van trobar peces de joieria esmaltada amb la tècnica de l'alveolat sobre or en tombes de la Civilització micènica
del mar Egeu. També
es va trobar un conjunt de sis anells de l'edat del bronze, del segle xiii aC del jaciment de Kouklia i un ceptre reial fet d'or del segle xi aC a la
necròpolis de Kourion. Actualment aquestes peces es troben al museu de Nicòsia.
A la Grècia clàssica l'esmalt es va incorporar a la joieria en el segle vi aC però desafortunadament actualment queden poques restes. En canvi, Roma va deixar més vestigis a la Gàl·lia francesa, que es conserven al Metropolitan Museum of Art (Nova York, EUA). Els celtes de la península Ibèrica van deixar peces esmaltades amb la tècnica de l'excavat, sobretot en jaciments francesos.
A l'orient també es coneixien els procediments de l'esmaltat que van anar arribant a Occident a través de les invasions periòdiques dels pobles nòmades 
procedents de les estepes eurasiàtiques. Cal destacar als escites que eren un poble d'origen asiàtic amb una avançada tecnologia orfebre i metal·lúrgica. Aquests pobles junt amb el contacte grec van formar a la península de Crimea una espècie de taller internacional de joieria i orfebreria, on l'esmalt era ben conegut i utilitzat en peces molt refinades.

### Època Medieval
L'Imperi Romà d'Orient dugué l'esmalteria a una esplendor insòlita i a un nivell tècnic i artístic altíssim, especialment en els anomenats alveolats d'or que es desenvoluparen fins al segle xi dC. Aquest imperi va influir notablement en la introducció de les tècniques més refinades i complexes d'esmaltat a Occident en torn el segle x dC, quan cediren el pas a Occident, on carolingis i otomans van crear els primers tallers importants d'Europa.
Entre els exemples romans d'Orient més coneguts es troba la Pala d'Oro, conservada a l'església de St. Marc de Venècia.
Durant l'edat mitjana, el cristianisme es va estendre per tot Europa i en ella renaixen i es perfeccionen tècniques de metalls i entre ells, l'esmalt. Aquestes tècniques estaven en mans quasi exclusivament dels monjos o artesans al servei de l'església. Les peces eren de temàtica religiosa i de culte.
A la península Ibèrica, sobretot durant l'època de l'Àndalus, l'esmalt tenia certes reminiscències orientals. Va tenir gran interès artístic entre els regnes cristians del nord i tan sols el regne d'Astúries i part de Catalunya van quedar lliures d'aquesta influència, després de vuit segles d'ocupació musulmana.
Les tècniques d'esmaltat medievals es van adaptar amb gran facilitat a les temàtiques, formes i economies dels nous temps. Així és, que l'alveolat d'or sobre or es va anar convertint en la tècnica de l'excavat sobre coure, i després es daurava. En aquells moments, els metalls preciosos escassejaven a Europa i era impossible competir amb el luxe oriental. El coure va ser el remei per a Carolingis i Otonians que van crear tallers importants, durant els segles x i xi dC.
A partir dels segles xii i xiii dC, la producció més important d'esmalts a Europa va ser a la ciutat de Limoges, al centre de França. Aquest centre va abastir de peces en esmalt Champlevé tota l'edat mitjana. Principalment, les peces que produïen eren: arquetes,reliquiaris, calzes, píxides, bàculs, creus, navetes... i tot tipus d'objectes religiosos pel culte. A la regió del Llemosí es conserven moltes d'aquestes peces in situ. A la península Ibèrica hi havia el taller de Silos que tenia molta influència mossàrab. Altres grans centres productors d'esmalt van ser les escoles del Mosa i el Rin, que tenien una major qualitat artística i tècnica però no són tan conegudes.
A finals del segle xiii, amb l'arribada de l'art Gòtic s'imposa una nova idea que diu que l'art ha de ser llum i que amb la llum s'arriba a Déu. Així doncs, es deixa enrere els esmalts romànics opacs per deixar pas a les vidrieres gòtiques. Aquest canvi es devia a dues raons tècniques: el coneixement de les pastes vítries i els òxids colorants i el metall de base, el coure. Durant el Gòtic, l'economia permet a l'Església utilitzar la plata, que s'adequa bé als nous vidres transparents. El vidre evoluciona, es perfecciona i gràcies a les investigacions dels mestres vidriers, la paleta s'enriqueix com poden ser: el blau cobalt, el verd maragda o vermells intensos. També és durant el Gòtic que apareix la tècnica del baix relleu. Imp
revisiblement, l'hegemonia artística de Llemotges decau i Itàlia agafa el relleu, principalment als tallers de Siena. Per raons històriques i polítiques, Catalunya s'incorpora a 

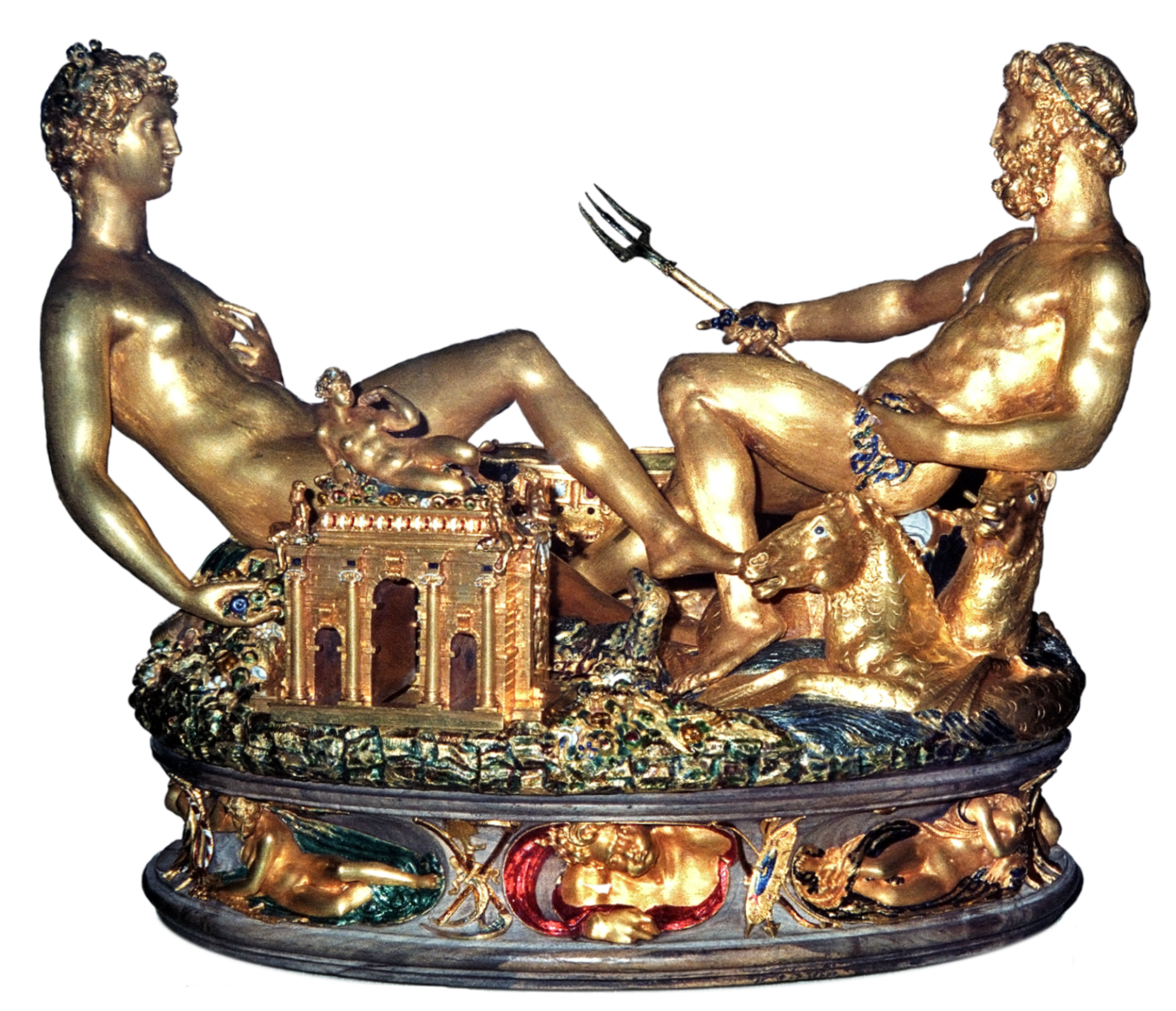
Saler de Francesc I de França, 1543. Va ser esmaltat per l'escultor i orfebre Benvenuto Cellini

l'elaboració d'esmalts amb tot luxe de detalls i acaba sent el segon centre d'importància.
Més endavant, al Renaixement, al Nord d'Itàlia passa del baix relleu a l'esmalt pintat, però Limoges reneix de les cendres i en els tallers que encara conservaven coneixements tècnics ressorgeixen amb una estètica nova, molt a prop dels gravats que reprodueixen les pintures. Primer, són de tema religiós, però lentament apareixen temes profans i mitològics. En els segles XV i XVI, tot Europa és prolífica en tríptics, políptics, plaques policromades per juxtaposició o superposició de colors sense metall de separació enmig. Cap al 1530, apareix la tècnica de la grisalla, que dona peu a esmalt monocroms, fruit de la còpia dels gravats. Els tallers de Limoges mantenen el seu regnat. Apareix el blanc de Limoges, en honor del seu origen, que no és més que un esmalt blanc semitranslúcid que permet modelar les anatomies dels cossos en clarobscur, d'una manera dibuixística. En aquesta època és comú trobar objectes com aiguamans, safates, plats, vaixelles, caixes, canelobres, estalvis..., completament recoberts d'esmalt vitrificat. És necessari mencionar els noms de: Nardon Pénicaud, Léonard Limousin, Pierre Courteys o Suzanne Court que esmaltaven imitant la pintura a cavallet. Això no obstant, l'esmalt aplicat a joieria i orfebreria no desapareix i existeixen exemples d'esmalts alveolats, fenestrats, etc., tant en el gòtic com en el renaixement i la seva continuïtat en el barroc i el rococó.

### Època Contemporània
A l'últim terç del segle xix es tornen a recuperar les diverses tècniques d'esmaltar gràcies a l'interès dels antiquaris, joiers i arqueòlegs, però també a l'època dels revivals artístics i a la revolució industrial. Tot i així, es desenvoluparà l'esmalt sobre ferro com a novetat per la incipient indústria, per objectes utilitaris, plaques publicitàries o de senyalització que han influït al posterior desenvolupament de l'esmalt artístic del segle xx, també com a revestiment arquitectònic, mural d'interior, escultura urbana, etc.
També s'escriuen els primers manuals tècnics a França; a la zona de París i de Sèvres. La manufactura de Sèvres (porcellana i ceràmica) crea un centre d'investigació de materials i tècniques que, entre el 1845 i el 1872, va incloure un taller d'esmalts sobre metalls on van sorgir grans obres i bons tècnics i artistes que formen la generació de l'estil "neo" del segle xix, sense la qual, avui no existiria l'esmalt.
D'altra banda, apareixen les exposicions internacionals, estimulades pel moviment anglès de les Arts and Crafts i l'art Nouveau, o el Modernisme, en el cas de Catalunya, que fins al 1910 ocupa la vanguarda artística europea. Durant aquesta època destaquen a Europa: René Lalique i Lluís Masriera, que són noms clau a Europa igual que Tiffany als EUA.
Entre les tècniques recuperades es troba la grisalla i els esmalts pintats i tècniques renovades com són l'excavat industrial, l'alveolat, el fals alveolat... Durant el modernisme es va popularitzar molt la tècnica del vitrall o Plique-à-jour. Mitjançant aquesta tècnica es van decorar la majoria de joies modernistes i naturalistes i japonitzants. A més a més, va aparèixer un nou tipus de fabricació d'esmalt, els opalins o translúcids i una nova modalitat d'esmalt sobre un metall gravat mecànicament, el guilloché, del qual Karl Fabergé és el seu millor ambaixador. Aquesta tècnica és una variant moderna del baix relleu esmaltat.
La mecanització va incorporar el sistema transfer print (calcomania) i la serigrafia a les creacions dels segles xix i xx, amb finalitat artesanal però també comercial. Les tècniques d'esmaltar es transmetien a través de les Escoles d'Arts i Oficis.
A Catalunya, després de l'esclat modernista dels esmalts aplicats a les joies creades per Lluís Masriera destaca, ja a començaments del segle xx, la figura de Marià Andreu i Estany, que va aprendre la tècnica a Londres i va instal·lar un taller a Blanes. Per a la formació i consolidació d'una escola local, l'anomenada Escola de Barcelona, és decisiva l'aportació de Miquel Soldevila i Valls, que va exercir el seu mestratge a l'Escola Massana, de la qual també en va ser el director. Entre els deixebles de Soldevila es compten Josep Brunet, Joan Gironès, Teresa Bach, Carme Llorens, Francesc Vilasís-Capalleja i el seu germà Andreu Vilasís, entre d'altres. Tots ells tingueren com a base el gran domini de la tècnica i el virtuosisme apresos de Soldevila, però el van fer evolucionar, cadascú a la seva manera, fins a assolir unes identitats artístiques pròpies. Els moviments de renovació litúrgica al voltant del Concili Vaticà II també van tenir incidència en la tradicional aplicació de l'esmalt a l'art litúrgic. Destaca, en aquest sentit, l'obra realitzada per Montserrat Mainar al Monestir de Montserrat.(1958). Protagonistes de la renovació conceptual i estètica de l'esmalt a la segona meitat del segle xx són Pascual Fort, Perote Armegol o Núria L. Ribalta. Sense oblidar els esmalts de gran format aplicats a l'arquitectura de Carles Madirolas, algun d'ells lamentablement destruït. Mentrestant, la tasca de formació, promoció i difusió de l'art de l'esmalt que Soldevila va emprendre a l'Escola Massana, va ser represa per Andreu Vilasís a l'Escola de Llotja i, conjuntament amb Núria L. Ribalta, mitjançant d'altres iniciatives, algunes de projecció internacional, com el Museu de l'esmalt contemporani de Salou o la revista "L'Esmalt".

## Tècniques d'aplicació
La incorporació de l'esmalt al metall pot fer-se de diferents maneres: Cloisonné, Champlevé, Basse-taille, Plique-à-jour i Esmalt pintat. Cal dir que els noms donats als diversos procediments o tècniques són determinats segons el tractament que es dona al suport de metall.

### Cloisonné

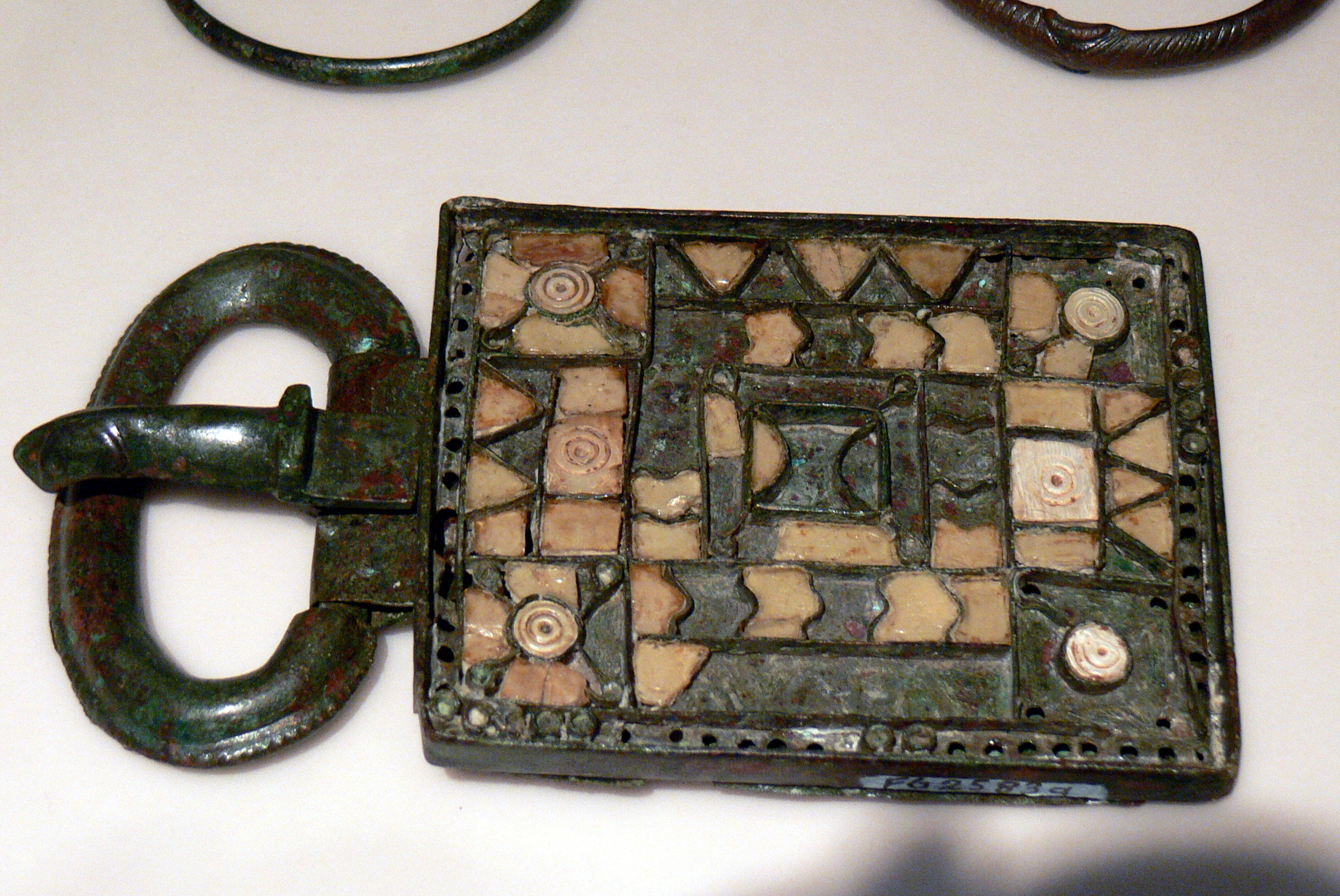
Sivella esmaltada amb la tècnica cloisonné

També es pot dir esmalt d'embanets, alveolat o tabicat. En castellà es coneix com a tabicado.
La tècnica del cloisonné se sol utilitzar sobre or, plata o electre. Consisteix a col·locar làmines molt fines de metall de forma perpendicular al suport que es vol esmaltar i de manera que aquestes ressegueixin el contorn del dibuix. Aquests envans se solden al suport formant cel·les on es posa la pols d'esmalt. Tot seguit, es posa a un forn d'alta temperatura que fon la pols d'esmalt, després es treu del forn i es tornen a omplir les cel·les amb més pols d'esmalt i s'escalfa de nou. Aquest procés es repeteix fins que la cel·la queda plena. Quan s'hagi refredat es poleix.
Cal tenir present que amb aquesta tècnica, a més de la dificultat del treball d'adaptació dels envans al suport, s'hi suma la de l'adaptació a la forma del suport. Per tant, no serà el mateix realitzar un esmalt de tipus cloisonné en una superfície plana o en una irregular.

A l'antiguitat i durant l'edat Mitjana, en orfebreria, sobretot en elements litúrgics, s'aplicava en creus processionals, reliquiaris i també a petits altars.

### Champlevé
També conegut amb el nom de campllevat, tret de camp o excavat. En castellà se'n diu excavado o campeado.
És una de les tècniques més primitives junt amb la tècnica cloisonné.

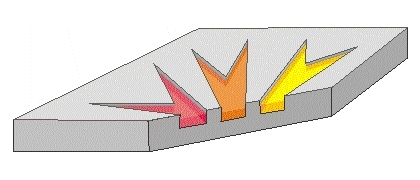
Estructura de l'esmalt Champlevé

L'excavat és un sistema propi d'Occident, especialment de l'època Romànica. Se sol desenvolupar sobre una placa de coure o bronze, generalment molt decorada, per evitar que l'oxidació tregui la brillantor obtinguda pel polit. Aquesta tècnica, al contrari que l'alveolat, consisteix a rebaixar o treure parts de la superfície del metall que es vol esmaltar, formant solcs o cavitats segons el dibuix, on després es diposita l'esmalt reomplint-les a nivell de la superfície del metall.

### Basse-taille
El nom en català és esmalt de baix relleu o en castellà esmalte de bajo relieve o translúcido. 
Correspon a l'època Gòtica. És un procediment que neix del perfeccionament de la tècnica de l'excavat. Consisteix a aconseguir, mitjançant la talla amb burins i escarpes o el colpejat amb punxons o cisells, un molt subtil "baix relleu" en una làmina de metall, per a després cobrir-lo en la totalitat de la seva superfície amb un esmalt transparent.

### Plique-à-jour
També anomenat finestrat o vitrall. Fenestrado en Espanyol. És un procés minuciós i d'habilitat vinculat a la joieria i l'orfebreria. La tècnica consisteix a calar la làmina de metall, és a dir, realitzar alvèols sense fons on, en incorporar-hi els esmalts transparents o translúcids, aquests, després de cuits, resten a l'aire emparats 
només pels envans de metall que els circumden a manera d'un vitrall.

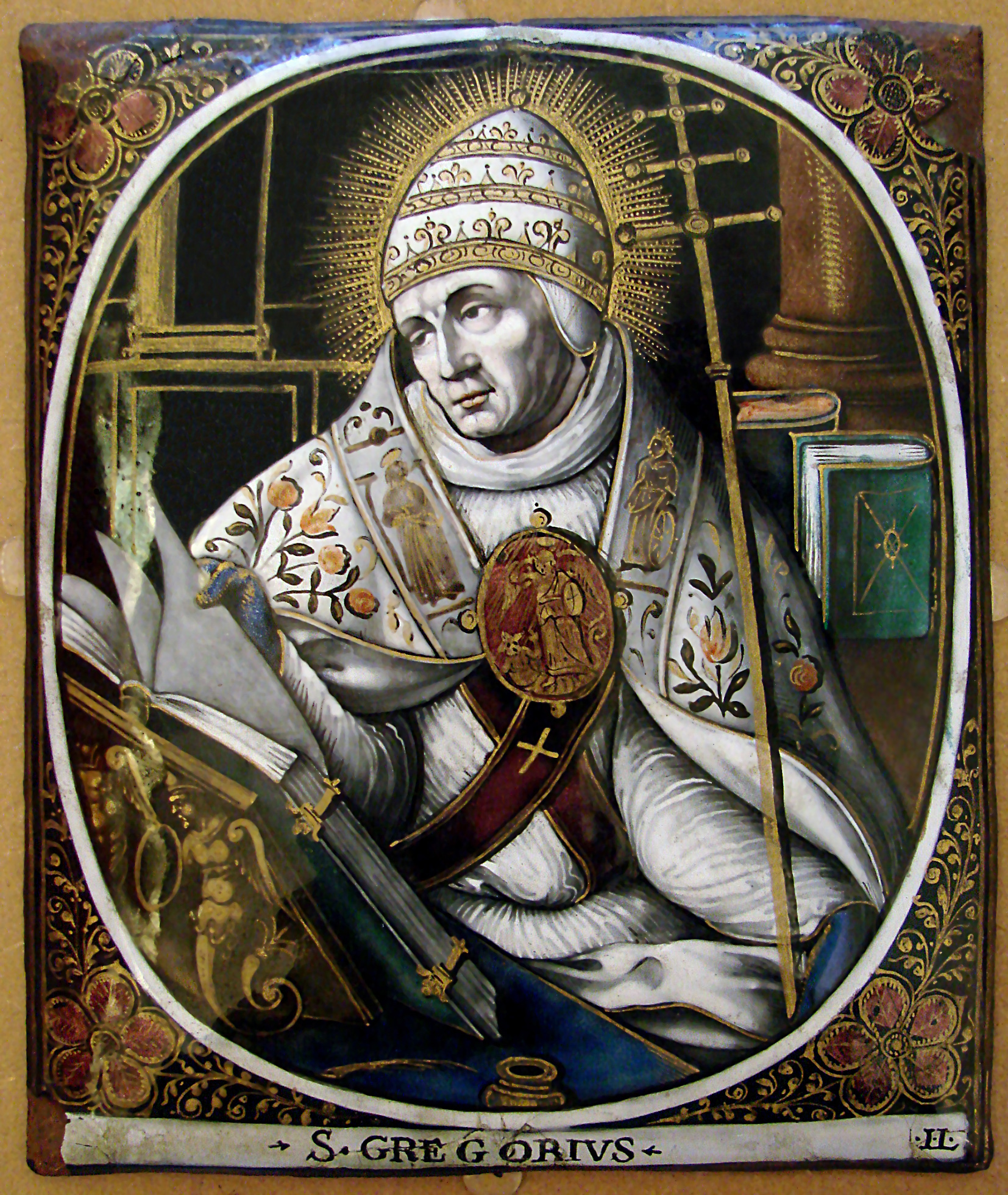
Gregori I, el Gran, sobre planxa de coure amb la tècnica de l'esmalt pintat, de Jacques I Laudin

Cal dir que com més grans o amples siguin els forats del finestrat, més gran és la dificultat d'omplir-los d'esmalt, i sobretot, de fer-los aguantar en el moment de la cuita. Aquesta tècnica és pròpia de l'art Nouveau o Modernisme.

### Esmalt pintat
S'aplica l'esmalt sense cap mena de relleu ni enfonsament. Aquesta tècnica és més propera a la pintura, ja que es deslliga de l'orfebreria i dels suports de metall prèviament realitzats amb alvèols, excavats o gravats. En aquest cas, el suport de metall és completament llis però amb una lleugera forma convexa per evitar les dilatacions i les contraccions patides a causa de la calor dins el forn, de manera que la planxa de metall no es trenqui. L'esmaltador fa servir el suport de metall com si fos una tela on s'apliquen diferents capes d'esmalts cobrint la totalitat de la peça, com si ho fes un pintor al seu llenç.
Així mateix, es poden intercalar finíssimes làmines de metalls purs, com pot ser l'or o la plata, denominats pallons, entre capa i capa d'esmalt a fi de donar més lluminositat als esmalts o fer ressaltar formes o motius que interessin a la composició.
És una tècnica molt complicada i requereix molta dedicació i minuciositat.

### Niellat
El niellat és un aliatge de plom, sofre i plata i és de color negre. Sovint es feia servir per aconseguir el mateix efecte que l'esmalt champlevé. El resultat són dibuixos en negre metàl·lic contra una base de fonament metàl·lic.

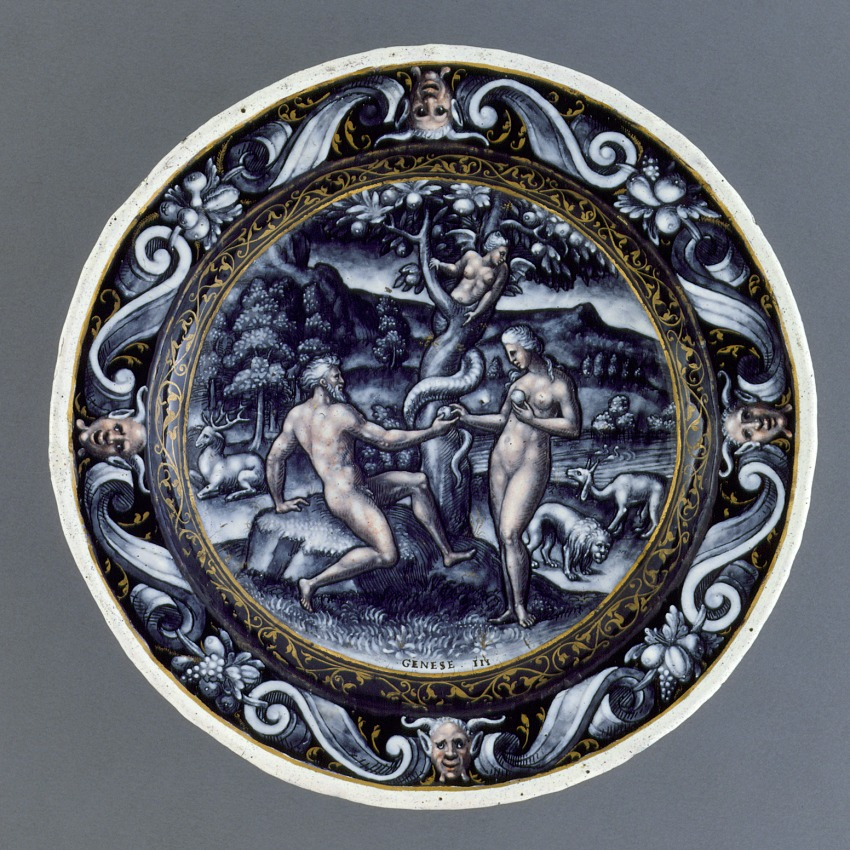
Plat esmaltat amb la tècnica de la grisalla. Escena de la Temptació d'Adam i Eva

### Esmalt incrustat
També conegut amb el nom de Email en ronde bosse. És una tècnica per esmaltar superfícies irregulars o objectes rodons o amb alt relleu.

### Grisalla
La grisalla és un sistema d'aplicació que ve donat per la conseqüència complementària derivada dels esmalts pintats i s'utilitza majorment per a la representació de les carnacions humanes o altres motius ornamentals. Es treballa sempre sobre fons d'esmalt fosc, prèviament cuit, aplicant capes d'uns esmalts translúcids específics - òpals, pastes blanques o bé l'anomenat blanc de Llemotges -, a manera de relleu modelat amb més o menys gruix, segons convingui al motiu a representar, per obtenir el clarobscur mitjançant la gamma de grisos.

## Esmalt ceràmic
Un esmalt ceràmic és una mescla de diferents materials (frita, caolí, sílice, colorants) que s'aplica sobre la superfície d'una rajola o taulell i que posteriorment fon en un forn de cocció. Durant el refredament l'esmalt fos solidifica i forma un vidre que confereix a la superfície del taulell unes especials característiques estètiques (color, lluentor, decoració, etc.) i tècniques (duresa, impermeabilitat, polibilitat, etc.).
La preparació dels esmalts consisteix a dosificar les primeres matèries diverses i moldre-les amb aigua dins d'un molí, amb el fi d'obtenir una pasta o barbotina d'esmalt amb una consistència (40-50% d'aigua) que permeta la correcta aplicació de la suspensió sobre el taulell.
Si el vidriat que s'aplica sobre el taulell no és pas opac sinó transparent aquesta no sol denominar-se esmalt, sinó vernís. En la composició dels esmalts entra sempre l'element formador del vidriat, que és la sílice en estat pur (quars) o amorf (arena), un fundent (el més habitual històricament a València ha estat el plom; ara s'empra molt el zirconi) que rebaixa el punt de fusió d'aquesta, i un opacificant que emblanqueix la coberta vítria, sobre la qual es poden plasmar posteriorment decoracions policromes a través de serigrafia o altres mitjans.